# Restauração Manchu

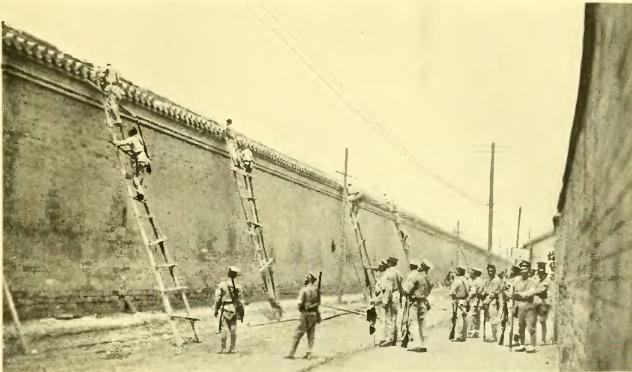
Tropas republicanas sufocam a tentativa de restauração em Pequim, 12 de julho de 1917

A Restauração Manchu consistiu numa breve proclamação da monarquia na China em julho de 1917 pelo general monárquico Zhang Xun, por via de um golpe de estado, na pessoa do que foi o último imperador da dinastia Qing, Pu Yi. A tentativa fracassou depois de alguns dias, esmagada pelas tropas republicanas.

## Antecedentes
O confronto entre o presidente Li Yuanhong e os senhores da guerra e apoiantes civis, sobre a conveniência de declarar guerra à Alemanha após o rompimento das relações diplomáticas em março de 1917 produziu o caos na capital.
O governo militar havia deixado Pequim após a demissão de Duan Qirui como primeiro-ministro e tinha se concentrado em Tianjin, chamando as tropas das províncias a se rebelarem contra Li e tomar a capital, apesar da oposição da marinha e das províncias do sul. Confrontada com a perspectiva de ter de enfrentar os governadores militares, Li pediu a mediação do general Zhang Xun em 7 de junho de 1917, no entanto, exigiu a dissolução do parlamento como aqueles, o que Li considerada inconstitucional.

## Desenvolvimento
Na madrugada de 1 de julho de 1917, o general monarquista Zhang Xun aproveitou o caos em Pequim para entrar no capital e proclamar às quatro horas da manhã, com uma pequena comitiva, a restauração do que havia sido o último imperador chinês até 12 de fevereiro de 1912, Pu Yi.  A polícia da capital se submeteu ao novo governo. Mais tarde, foi publicado um edital de restauração que foi forjado a aprovação do Presidente da República, Li Yuanhong.
Durante as próximas 48 horas mais editais proclamaram a restauração, para o espanto do general. Em 3 de julho, foi conhecida a fuga do presidente do palácio presidencial com dois de seus assessores, e se refugiou nas zonas das embaixadas estrangeiras, primeiramente na francesa e depois na japonesa .

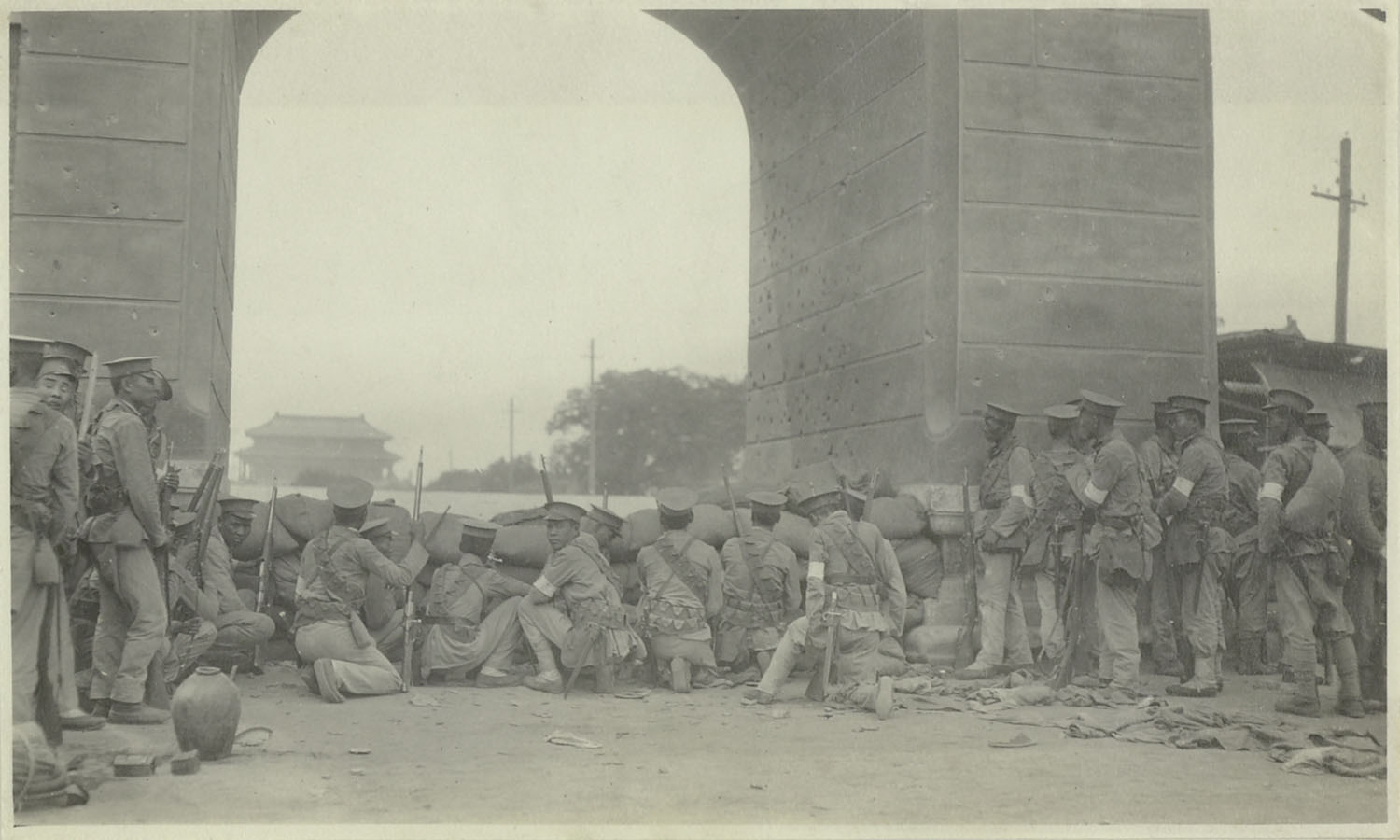
Tropas republicanas na porta oriental da Cidade Proibida durante o assalto ao palácio, 12 de julho de 1917.

Antes de tomar refúgio na Embaixada do Japão, onde não era permitido qualquer ação política, tinha tomado algumas medidas, incluindo a retirada do selo presidencial da capital, a nomeação do vice-presidente Feng Guozhang como presidente e a restituição de Duan Qirui como primeiro-ministro. Encarecia, além dessas, para defender a ordem republicana.

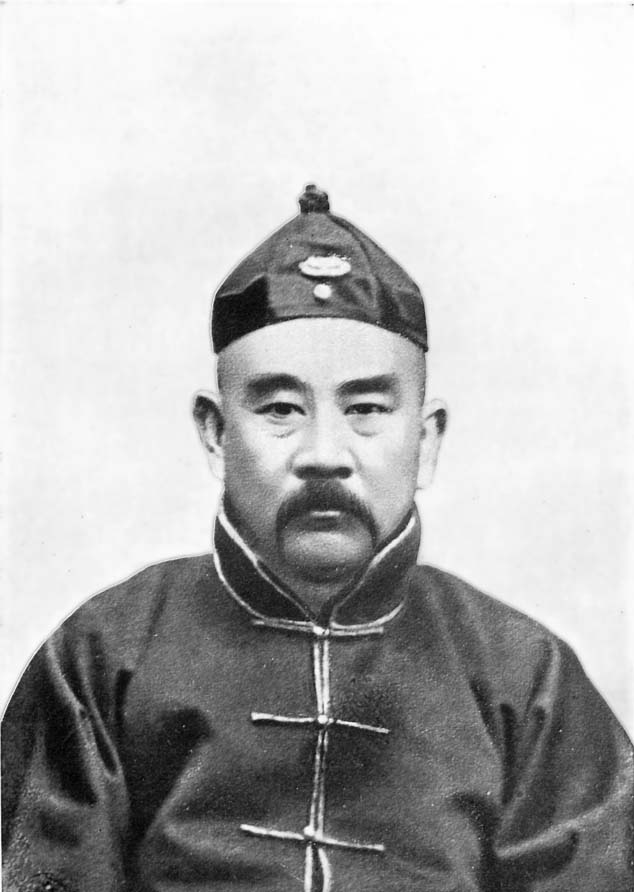
O general monárquico Zhang Xun, que levou ao fim a restauração fracassada aproveitando o confronto entre o presidente da república, Li Yuanhong e senhores da guerra Feng Guozhang e Duan Qirui.

Imediatamente Duan assumiu o comando das tropas estacionadas nas vizinhanças de Tianjin. Em 5 de julho de 1917 as suas tropas cortam a ferrovia Beijing-Tianjin, a 40 quilômetros da capital. Zhang deixou a capital para atender os republicanos, apoiado por um certo número de tropas Manchus, no mesmo dia.  Com quase todo o Exército do Norte a reagir contra isso e tendo os republicanos assumido o controle das duas principais linhas ferroviárias da capital, tiveram que retirar na mesma tarde.
Em 9 de julho, consciente do fracasso da sua tentativa, Zhang se demitiu de seus cargos, mantendo apenas o comando de suas tropas cercando a capital. A corte imperial elaborou um decreto de abdicação, que não ousou a proclamar, intimidado pelas tropas realistas  Iniciou as negociações para tentar impedir o assalto da cidade, com as embaixadas estrangeiras mediando entre as partes.  A falta de acordo e a incerteza de Zhang sobre seu futuro uma vez nas mãos dos republicanos, bloquearam o acordo e no dia 11 foi anunciado um assalto geral sobre as posições dos monarquistas na manhã do dia 12.
O ataque começou realmente no dia seguinte, com os monarquistas entrincheirando-se na muralha do Templo do Céu. Logo, porém, começaram as negociações entre os dois lados e estes entregaram seus cargos. Zhang, apesar de suas declarações anteriores, fugiu do bairro das delegações. As duas resistências cessaram as suas últimas tropas e declararam um cessar-fogo .

## Consequências
Depois de 11 dias, havia fracassado a tentativa de restaurar a monarquia, deixando a família imperial e a corte em situação precária contra o governo republicano.
O presidente Li se recusou a voltar ao seu posto, deixando isso nas mãos de Feng. A perda de poder de Li permitiu a Duan assumir o comando da política da China, e um mês após a captura da capital, no dia 14 de agosto de 1917, declarou guerra à Alemanha, como desejado, e sem oposição de Li. Com a remoção de Li, definitivamente, fortaleceu o poder das facções militares no norte da China, deixando o governo central nas mãos de facções rivais de Zhili - chefiada por Feng - e Anhui dominada por Duan. O governo de muitas das províncias, no entanto, escaparam do governo central, confrontado com o governo rebelde em Cantão liderado por Sun Yat-sen.